# UX Большой Медведицы
UX Большой Медведицы (лат. UX Ursae Majoris) — двойная затменная переменная звезда типа Алголя (EA), новоподобная катаклизмическая переменная звезда (NL) в созвездии Большой Медведицы на расстоянии приблизительно 970 световых лет (около 298 парсеков) от Солнца. Видимая звёздная величина звезды — от +14,15m до +12,57m. Орбитальный период — около 0,1967 суток (4,7201 часов).

## Характеристики
Первый компонент — аккрецирующий белый карлик спектрального класса pec(e).